# M1941 Johnson puska
Az M1941 Johnson Puska egy amerikai rövid csőhátrasiklásos rendszerű öntöltő puska volt, melyet Melvin Johnson tervezett a második világháború előtt. Az M1941 puskát az M1 Garand riválisának tervezték, de alulmaradt a versenyben.

## Tervezet
Az M1941 Johnson puska egy rövid csőhátrasiklású, öntöltő puska volt. A puskacsövet egy forgózár zárta nyolc zárófüllel. Az M1941 puska működését a visszarúgási energiák biztosították. Ahogy a töltény és a hajtóanyag gázai hátratolták a csövet, átadták az energiát a zárfejnek, ami zárta a csövet. A cső a zárral hátramozdult egy rövid távolságon, amíg a töltény elhagyta a puskacsövet, és a csőben lévő nyomás elérte a biztonságos szintet. Ezután a cső megállt, így a zárvezető tovább haladt hátrafelé, egészen addig, amíg visszatér a kezdeti visszarúgó szakaszhoz. Egy vezérmű rendszer ezután megforgatta és zárta a zárat, hogy folytatódjon a működtető folyamat. A tervezet egyetlen hátránya a szuronyból adódott. A szolgálati puskákat szabadalmaztatott levehető könnyűsúlyú tüske alakú szuronnyal látták el, mivel a szabványos kés szuronyok túl nehezek voltak, és rontották a fegyver megbízhatóságát. A Johnson puska egy egyedei 10 töltényes forgó tárat és egy kétrészes tusát használt.
Ez a rendszer rendelkezett néhány előnyös tulajdonsággal az M1 Garanddal szemben, beleértve a kisebb visszarúgást és a nagyobb tárkapacitást. Sajnos a Johnson hátrasikló cső mechanizmusa túlzott függőleges szórást eredményezett, melyet soha nem tudtak teljesen orvosolni a gyártás alatt, és hajlamos volt besülni, mikor a szurony fel volt erősítve a dugattyús csőre. Ráadásul a Johnson olyan kis alkatrészekkel volt felszerelve, melyet könnyen el lehetett hagyni használat közben. Részben azért, mert a fejlesztés hiányos volt, az M1941 Johnson puska kevésbé volt robusztus és megbízható mint az M1 Garand.

## Történet
Melvin Johnson keményen dolgozott azért, hogy a Johnson puskát rendszerbe állítsák az amerikai hadseregnél és más fegyveres erőknél. Habár korlátozott tesztelések után a hadsereg visszautasította a Johnson puskát az M1 Garand javára, melyet a Springfield Armory fejlesztett. Az M1941 Johnson puskát Hollandia rendelte meg a Holland Kelet-Indiában szolgáló katonái számára, de a japánok betörtek a szigetekre, még mielőtt a fegyvereket átszállították volna Kaliforniából. Ekkor a U.S. Marine Corps szükségét látta egy modern gyorstüzelő gyalogsági puskának, így megszerzett néhány puskát a Holland Kelet-Indiába szánt szállítmányból a Paramarine zászlóalj számára, majd felkészült a csendes-óceáni hadszíntérre való bevetésre. Mindent egybe véve, az M1941 Johnson puska elfogadhatónak bizonyult a csendes-óceáni harcok első napjaiban.
A Marine Corps ismételt rendszeresítési kérelmének ellenére a puska továbbra is a US Army Ordnance támogatásának hiányában szenvedett, amely már jelentős összegeket fektetett az M1 Garand és annak gázműködtetésű rendszerének fejlesztésébe. Johnson sikeresen csak könnyű géppuskáját tudta kis számban értékesíteni az amerikai hadseregnek, majd a későbbiekben ezt a fegyvert használták az ejtőernyősök (Para-Marines) és a hadsereg első First Special Service Force alakulata.
A Johnson puskát használta az 1961-es disznó-öbölbeli invázió során a Castro-ellenes Brigada Asalto 2506.
A relatíve alacsony gyártási szám miatt a Johnson puska nagyon keresett lett a gyűjtők körében.

## Megjegyzés
Melvin Johnson folytatta a lőfegyverek fejlesztését. 1955-ben felkérte a Fairchild/ArmaLite, hogy az Eugene Stoner által fejlesztett AR–10 puska fejlesztésénél segédkezzen a U.S. Department of Defense-nél, majd az ArmaLite és a Colt's Manufacturing Company-nál kapott megbízást, mint az AR–15 támogatója. Az ArmaLite erősen bízott Johnson törekvéseiben, ezért az AR-15-nél hasonló retesz tervezetet használtak, mint az M1941 Johnsonnál. Az AR–15 puskát napjainkban is gyártják az M16 és változatai képében. Johnson egyik háború utáni lőfegyver vállalkozása az M1 Carbine 5,7 mm kaliberű változata, vagy másképpen a "Spitfire".

## Lásd még
- M1941 Johnson géppuska
- Gewehr 43
- M1 Garand
- Tokarev SVT–40

## Fordítás
- Ez a szócikk részben vagy egészben  a   M1941 Johnson rifle című angol Wikipédia-szócikk ezen változatának fordításán alapul.  Az eredeti cikk szerkesztőit annak laptörténete sorolja fel. Ez a jelzés csupán a megfogalmazás eredetét és a szerzői jogokat jelzi, nem szolgál a cikkben szereplő információk forrásmegjelöléseként.